# 648
648 foi um ano bissexto do século VII que teve início a uma terça-feira e terminou a uma quarta-feira, segundo o Calendário Juliano. As suas letras dominicais foram F e E. Segundo o horóscopo chinês, foi o ano do Macaco.
| Ano completo                          |
| ------------------------------------- |
| Ano bissexto com início à terça-feira |

## Nascimentos
- Imperador Kobun - 39º imperador do Japão

## Mortes
- Gregório, o Patrício, governador do Exarcado bizantino de Cartago e auto-proclamado "Imperador de África", na Batalha de Sufétula.